# R. 켈리
R. 켈리(R. Kelly, 본명:Robert Sylvester Kelly, 1967년 1월 8일 ~ )는 미국의 싱어송라이터이자 음악 프로듀서이다. 리듬 앤 블루스를 주 장르로 하고 있다. 또한 힙합, 레게, 소울을 기반으로 하고 있다. 대표곡으로는 〈I Believe I Can Fly〉, 〈Bump 'N Grind〉, 〈I'm A Flirt〉,〈Been Around the World〉 등이 있다. 2008년 '미국 빌보드 차트에서 가장 성공한 가수 50인'중 한명으로 뽑혔다.

## 생애

### 유년기와 데뷔
1967년 1월 8일 시카고에서 출생하였다. 처음에는 농구 선수에 뜻을 두었으나 고등학교 재학 중 아버지와 선생님의 조언으로 피아노를 배우기 시작했고 스스로가 음악에 재능이 있음을 깨닫게 되었다. 이후 지인들과의 그룹 '퍼블릭 어나운스머트'의 활동을 거쳐 1992년에 1집 음반 《Born into the 90's》로 데뷔했다. 이어 1993년에 발표한 2집 앨범인 12 Play는 빌보드 차트 2위까지 오르는 기염을 토했다. 이어 1994년에는 알리야의 첫 앨범 Age Ain't Nothing But A Number를 프로듀싱했고,빌보드 3위를 하는 기록을 세운다.

### 음악적 실력
- 1994년 그는 본격적으로 그의 천재적인 작곡실력을 보여준다.자넷 잭슨의 'Any Time, Any Place'로 미국전체 차트에서 1위, 1995년 자넷 잭슨의 오빠인 마이클 잭슨의 'You Are Not Alone'또한 빌보드는 물론 전 세계 차트에서 1위를 하는 영광을 얻는다.
- 1995년 그는 두 번째 솔로앨범 'R.Kelly'는 'You Remind Of Something','I Can't Sleep','Down Low','Happy'등이 수록돼 있고,미국에서 4위,5위, 빌보드 200에서 1위를 차지한다.
- 1996년 그는 알엔비계의 걸작인 'I Believe I Can Fly'를 발매한다.또한 이곡은 영화 '스페이스 잼'의 OST이다.이 싱글은 각종 매거진에서 마이크 5개,별 5개 등을 거두고,영국,미국에서 1위를 한다.
- 1998년 또하나의 히트 싱글인 'I'm your Angel'은 유명알엔비 가수 셀린 디온이 참여,싱글만 누적 5만 장 넘게 팔렸고,전 세계 차트에서 10위권 안에 석권한다.
- 2000년 앨범 'TP-2 Com'을 발매, 빌보드 200에서 1위를 한다.

### 2000년대
- 2002년 제이 지와의 합작인 'The Best Of Both worlds'를 발매,빌보드차트에서 1위를 하고 북미투어를 할 예정이었으나,여러 문제로 인해 와해되었고,이 일때문에 제이 지와 한때 디스관계였다.
- 2003년 'Chcolate Factory'를 발매 자 룰, 팻 조 등이 참여했다.'Ignition remix','Been Around The world' 등이 빌보드차트 10위권안에 든다.(또한 이 앨범에는 팬들을 위한 편지도 있다.)
- 2004년 2CD 앨범인 'Happy People/U Saved Me'를 발매하고, 제이 지와 화해를 하는 뜻에서 두 번째 합작앨범 'Unfinished Bussiness'를 발매한다.트위스타, 맴피스 블릭 등이 챰여했다.이 앨범은 빌보드 랩,알엔비,핫트랙,200에서 1위를 하고,9월 후반부터 10월 후반까지 북미투어를 계최한다.
- 2007년 히트앨범인 'Double Up'을 발매,수록곡인 'I'm A Flirt','Rock Star','Same Gilr등의 곡이 빌보드 10위권안에 들고 1위를 한다.게스트로는 루다크리스, T.I, 티-페인, 어셔, 스눕 독 등이 참여했다.
- 2008년 새 앨범인 '12 Play 4th Quarter'를 발매하기 위해, 싱글인 'Hair Braider',Skin'을 발표,빌보드 차트 56위를 기록한다.뿐만 아니라 머라이어캐리의 'Touch My Body', 비욘세의 'If Were A Boy', 카니예 웨스트의 'Love Lockdown', 티-페인의 'Chopped & Screwed'를 리믹스한다.미국대선때는 버락 오바마 대통령(당시 민주당 후보)을 적극적으로 지지했다.

2009년 9번째 앨범인 "Untitled"를 발매했다.

### 2010년 이후
- 2010 Love Letter
- 2012 Write Me Back
- 2013 Black Panties

## 성폭행 혐의
10대 여성들과 집단 동거를 하며 성폭행을 했다는 폭로가 담긴 다큐멘터리가 방영되었는데 2017년 애틀란타와 시카고에 있는 트럼프 타워에 있는 집 두 곳에서 여성 6명과 집단으로 동거하며, 샤워와 식사시간 등을 통제하고, 외부 출입이나 다른 사람들과의 접촉을 철저히 차단하는 방식으로 성폭행을 계속해왔다고 논란이 끊이지 않았다.

## 작품
기본적으로 작사, 작곡, 편곡, 연주 등을 홀로 담당하는 사람으로, 데뷔 이후 대부분 스스로의 앨범을 직접 프로듀싱해 오고 있다. 그러나 시기에 따라 작풍은 조금씩 바뀌어, 그때 그때의 인기 장르를 취하여 곡을 써 왔다. 최근에는 레게와 힙합의 영향을 많이 받고 있다.

## 구설수
가수로써는 성공적이었으나, 사생활은 크게 낙제라고 할 수 있다. 특히 가수 알리야와 스캔들이 있었다. 알리야와는 공적으로, 사적으로 사이가 좋다고 알려졌으나 교제에 대해 공개적으로 밝혀진 바는 없다. 또, 알리야의 나이를 속여 결혼했다는 설도 있다. 둘은 이 불법적인 결혼을 몇 년 만에 끝냈지만, 2001년 알리야는 뮤직 비디오 촬영을 마치고 돌아오다가 비행기 추락 사고로 사망한다. 데뷔 때부터 여러 소녀들과의 성관계 문제로 인해 2002년 음란물 유출로 법정에 서게 된다. 또한 백댄서와의 성관계 때문에 2006년 법원에 기소되었다.
또한 이 문제들로 인해 새로 결혼한 부인 안드레아와도 법정 문제가 발생했다. 2004년 유명 랩퍼 제이-지와의 앨범 투어에서 켈리가 음란물 문제로 인해 콘서트에서 하차한다.

## 현재, 기타
- 대한민국에서는 영화 《스페이스 잼》에 삽입된 곡인 〈I Believe I Can Fly〉가 인기곡으로 알려져 있었으며, 최근에는 박진영과의 공동작업으로 화제가 되고 있었으나 상술한 성범죄로 베이퍼웨어가 되고 말았다.

## 수상
- 그래미